# Emmanuelles Zauber
Emmanuelles Zauber (Originaltitel: Magique Emmanuelle) ist ein französischer erotischer Fernsehfilm von Francis Leroi aus dem Jahr 1993. Für die Produktion verantwortlich waren 21st Century Film France,  ASP (Alain Siritzky Productions) und M6. Er gehört zu einer siebenteiligen Reihe von Emmanuelle-Verfilmungen mit Marcela Walerstein, die im deutschen Fernsehen auf ProSieben zu sehen waren. Erstausstrahlung im französischen Fernsehen war am 8. März 1994.

## Handlung
Im Flugzeug bittet ihr Freund Mario Emmanuelle, eine Geschichte zu erzählen. Emmanuelle erzählt eine an den Bildhauer Pygmalion erinnernde Begebenheit. Eine wesentliche Rolle spielt dabei ihre in Tibet erhaltene, Jahrtausende alte Pflanzenessenz, wovon es ein Tropfen ermöglicht, in die Seele einer anderen Frau einzudringen oder sich zu verjüngen.
Emmanuelle reiste mit ihrer Freundin Coco in der Ägäis, wo auch deren Freundin Andrea auf einer Insel lebte. Deren Mann, ein berühmter Bildhauer, experimentiert mit einer neuen Substanz, „chemischen Ton“, eine Silikon-Polystyrol-Mischung, und hat damit eine menschengroße Skulptur der Göttin Aphrodite erschaffen. Er hat sich in seine Arbeit hineingesteigert, das sexuelle Interesse an seiner Frau und allgemein an lebenden Frauen verloren, und träumt davon, dass die Statue lebendig würde. Emmanuelle ermöglicht es Andrea mit ihrer Substanz, nachts das Äußere der Statue anzunehmen und mit ihrem Mann Sex zu haben, wonach er sich neu in seine Frau verliebt und die Statue dem Museum in Athen übergibt.
In einer zweiten Geschichte verjüngen sich Emmanuelle, Coco, Paula und eine weitere Freundin mit der Substanz. Sie laden den jungen Taxifahrer, der sie nach einem Ausgehabend nach Hause gebracht hat, in ihr gemietetes Haus in den französischen Bergen ein, wo es zu einem erotischen Abenteuer kommt. Erotisch gestaltet sich in der dritten Geschichte eine Schifffahrt in Afrika, als Emmanuelle, Coco und Paula eine Freundin besuchen, die in Sierra Leone heiratet.